# 佛護
佛護或佛陀波利多（Buddhapālita，470年—550年），印度佛教僧侶，與清辨同為僧護大師門下，是應成中觀派的代表人物之一。
他的弟子以月称最為著名。